# Российская оккупация Житомирской области
Российская оккупация Житомирской области началась 24 февраля 2022 года, в день начала полномасштабного вторжения России на Украину. В марте российская армия оккупировала небольшие поселения в северной и восточной частях области, недалеко от границ с Беларусью и Киевской областью. Одновременно с этим продолжались обстрелы областного центра, города Житомир, через который европейские страны поставляли вооружение в Киев. Бомбардировки региона преследовали цель прервать существующие цепи снабжения.
5 апреля российские войска полностью покинули территорию региона. Однако регулярные обстрелы области продолжились. С конца февраля в Житомирской области погибло как минимум 52 и ранено более 90 людей, уничтожены десятки жилых домов.

## Хроника оккупации

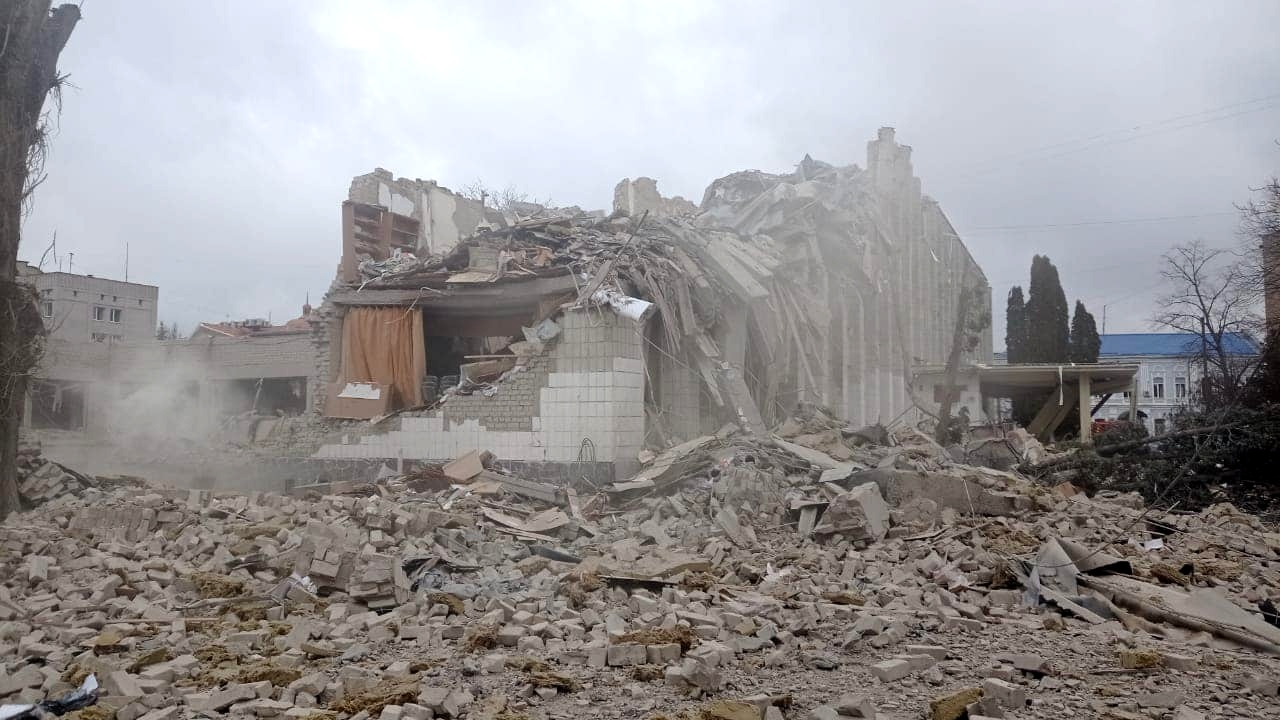
Лицей № 25 в Житомире, разрушенный в результате обстрела города российской армией

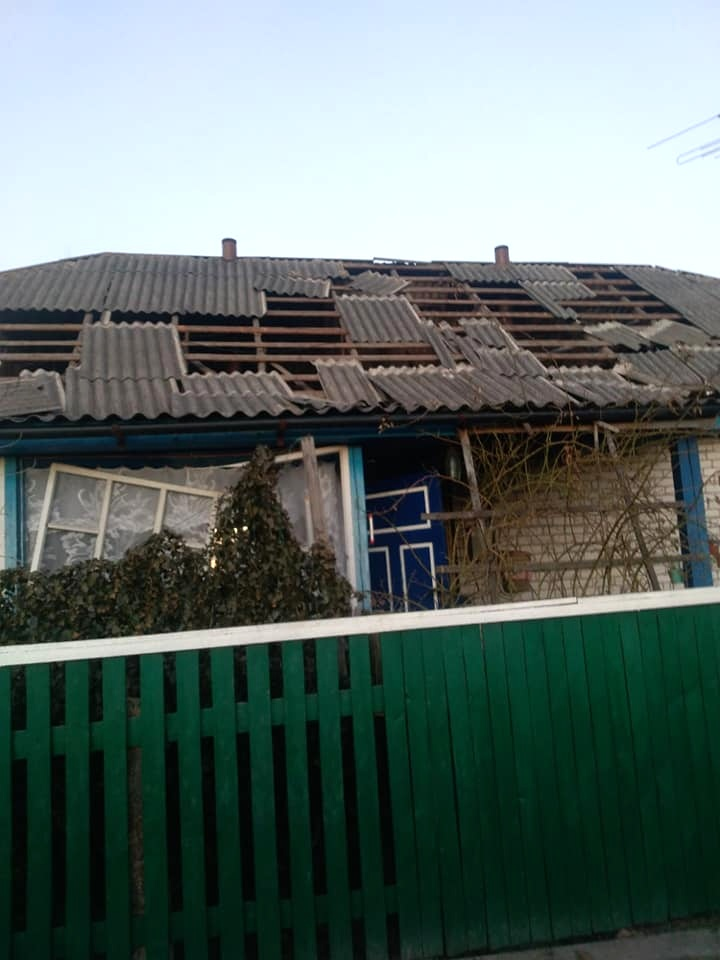
Последствия обстрела Коростеньского района Житомирской области, 20 марта 2022 года

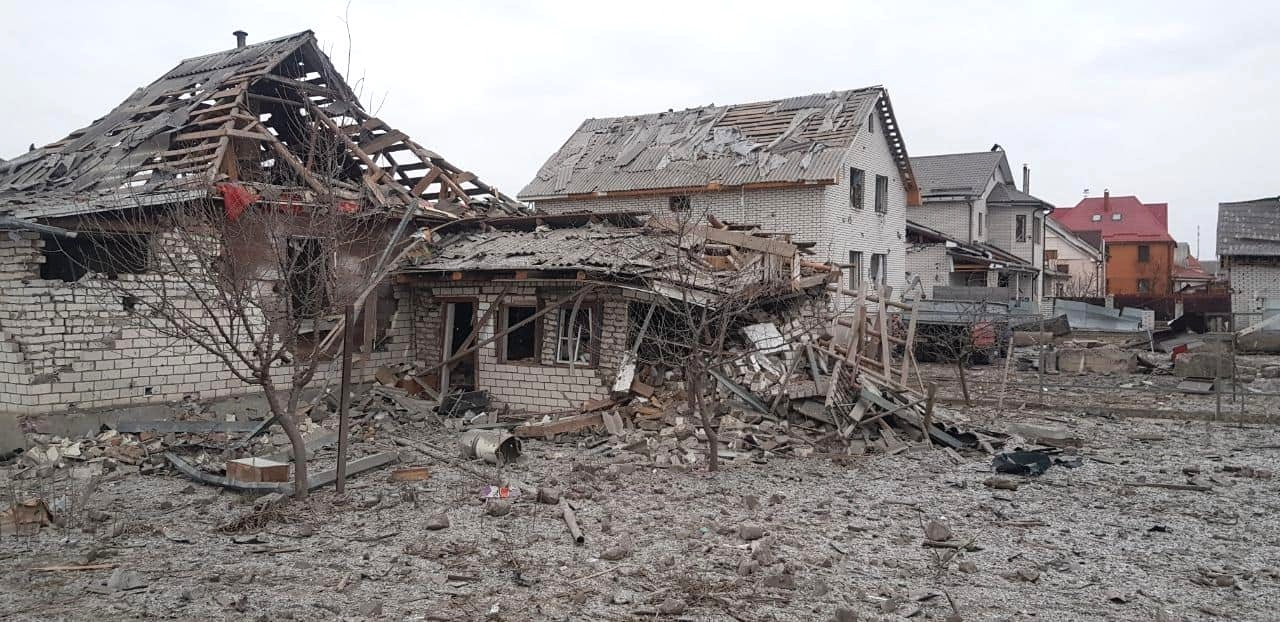
Частный сектор Овруча после ракетного удара в ходе вторжения России на Украину

24 февраля, около 5 утра, российские войска атаковали Житомирскую область со стороны Беларуси. Регион располагается к западу от Киевской области, через него в столицу Украину во время войны поставляют военную технику из Европы. Основной целью российской армии было перекрыть коридор из Житомира в Киев, для этого область начали регулярно обстреливать. Только за первые две недели вторжения было нанесено более 40 ракетных и воздушных ударов по Житомиру и окрестным поселениям. Вечером 6 марта в результате авиаударов были разрушены поселения Коростень, Малин и Овруч. 29 марта российская сторона заявила об уничтожении крупных складов боеприпасов в Житомирской области, в которых хранились партии поставляемого из Европы оружия. Постоянные бомбардировки области привели к массовой эвакуации местных жителей в Западную Украину и в европейские страны. При этом область активно принимала беженцев из восточных областей страны.
5 марта российские силы оккупировали Кочеров и Квитневое. Впоследствии были оккупированны Першотравневое, Выступовичи, Радча, Червоносёлка, Селезовка, Сырница и Малин. На пике зона оккупации составляла 1421,16 км² (548,71 миль²). К апрелю российские войска оккупировали небольшие поселения возле Народицкой территориальной общины на севере области. На 31 марта были оккупированы четыре села, недалеко от Чернобыльской зоны отчуждения. 5 апреля губернатор Житомирской области сообщил о полном освобождении региона от российских войск.
Несмотря на деоккупацию, российская армия продолжила регулярно обстреливать Житомирскую область. Чаще всего бомбардировки осуществлялись с территории Беларуси. Так, 23 мая ракеты были выпущены по Малину и Коростеню, в результате чего были повреждены около 150 жилых домов, один человек погиб, четверо получили ранения. 9 июня удар был нанесён по Новограду-Волынскому. 25 июня украинская ПВО сбила 10 ракет над Житомирской областью. 16 августа был атакован военный аэродром в Житомирской области. В результате ударов в октябре—декабре 2022 года в Житомирской области пострадали объекты гражданской инфраструктуры.

## Разрушения
Российское нападение на Житомирскую область привело к многочисленным повреждениям городской и жилой инфраструктуры региона. Область регулярно подвергалась авиа- и артиллерийским обстрелам, в том числе и ракетами Град. Наибольшее количество разрушений были зафиксированы у приграничных поселений — сёл Грезля, Давыдки, Радча, Рубежовка Народичской территориальной громады. По сообщениям прокуратуры Украины, артиллерийскими обстрелами и ракетно-авиационными ударами в этих населённых пунктах было разрушено более 200 жилых домов и хозяйственных помещений, из-за чего они стали непригодными для проживания и использования. Значительные разрушения были зафиксированы и в селе Привар Овручской общины.
В числе разрушенных зданий есть и культурные достопримечательности. Так, в начале марта пострадала Церковь Рождества Пресвятой Богородицы в селе Вязовка на западе области. Повреждены были и ряд объектов критической инфраструктуры, из-за чего местные жители регулярно оставались без водо- и газоснабжения. Вечером 8 марта российские силы разбомбили завод «Изоват».

## Жертвы
По состоянию на конец марта от обстрелов в области погибло 52 взрослых и детей, ранения получили 94 человека. Один из жителей села Юрьевка в начале марта потерял всю свою семью — в результате российского авиаудара двумя бомбами по частному дому погибла его 40-летняя жена Наталья, 14-летний сын Владимир, 19-летняя дочь Иванна и двое годовалых внуков.

## Послевоенное восстановление
Житомирская область заключила ряд соглашений с европейскими странами о помощи в послевоенном восстановлении. В августе стало известно, что детский сад в приграничном городе Овруч станет первым объектом, восстановленным в Украине на деньги иностранного правительства — Эстонии. В декабре 2022 года Таллин также отправил в Житомир 20 автобусов и генераторы. В январе 2023 года правительства Португалии и Исландии также приняли решение об участии в восстановлении образовательных учреждений региона.